# Rochechouart (famiglia)

Stemma di Casa Rochechouart

Il Casato di Rochechouart è una delle più antiche famiglie nobiliari della Francia, risalente all'epoca carolingia e legata alla dinastia dei Limoges. 
Per oltre otto secoli ha detenuto la viscontea di Rochechouart nell'attuale dipartimento dell'Alta Vienne e ha ricoperto numerosi incarichi di rilievo a corte, tra cui quello di maresciallo di Francia e pari di Francia.

## Storia

### Origini
Il capostipite della famiglia fu Foucher de Limoges, nominato visconte da Carlo il Calvo nel IX secolo. Suo figlio Aymeric sposò una discendente dei conti di Angoulême, ricevendo in dote la signoria di Rochechouart e assumendone il nome.

### Partecipazione alle Crociate e conflitti medievali
I Rochechouart parteciparono alle Crociate e combatterono nella Guerra dei cent'anni a favore della corona francese. Aymeric IV di Rochechouart fu crociato con Goffredo di Buglione, mentre Louis de Rochechouart fu nominato governatore del Limousin nel XIV secolo dopo essersi riavvicinato al re di Francia.

### La carta del 1270
Nel 1270 Aimeric XI di Rochechouart promulgò una carta che aboliva i diritti feudali e garantiva libertà civiche e fiscali ai cittadini di Rochechouart. È uno dei più antichi documenti francesi di enfranchisement municipale.

### Duchi di Mortemart

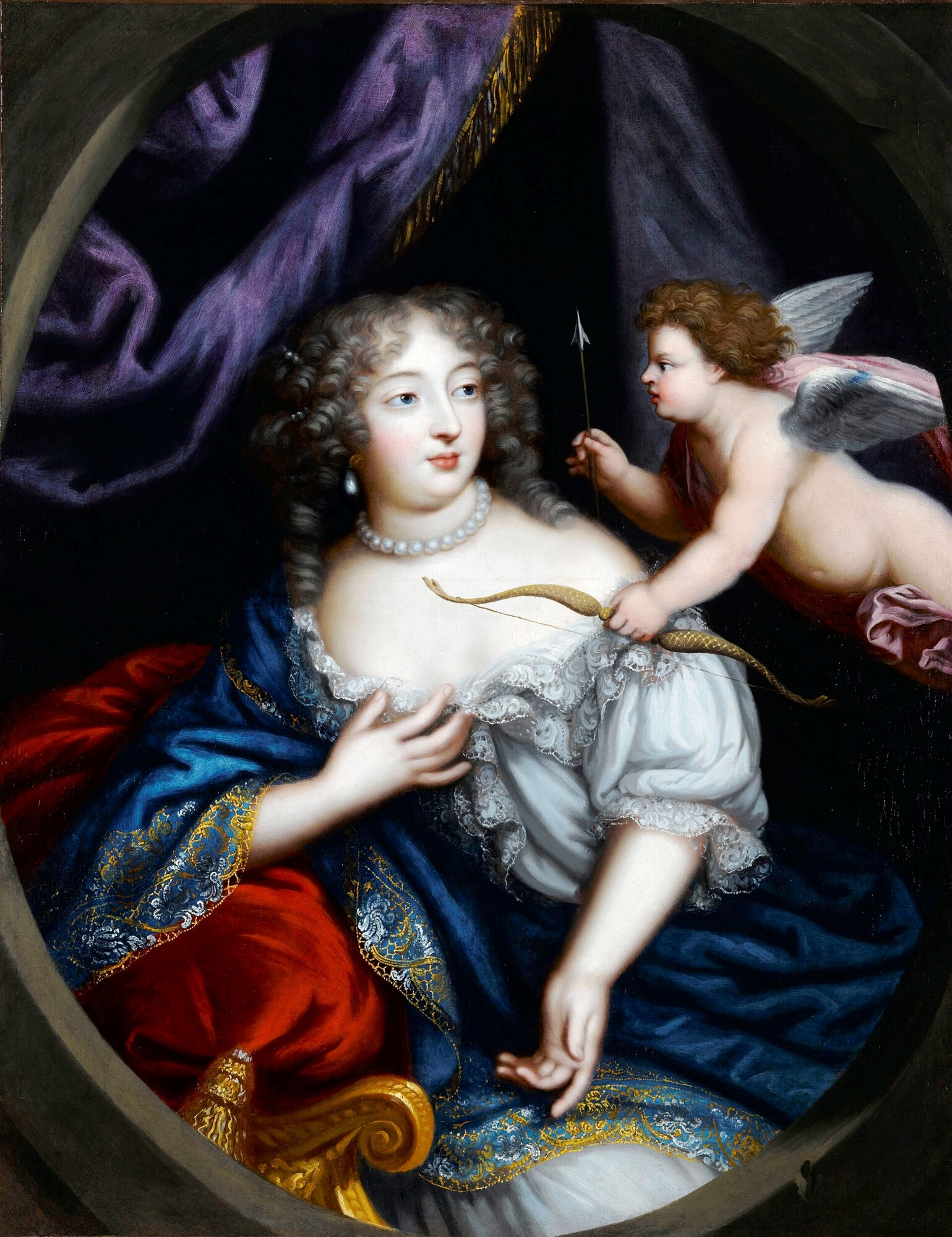
Françoise-Athénaïs de Rochechouart, madame de Montespan, ritratta da Pierre Mignard

Nel 1256 nacque il ramo dei Rochechouart, signori di Mortemart, destinato a ottenere grande influenza. Gabriel de Rochechouart fu creato Duca di Mortemart nel 1650. Sua figlia, Madame de Montespan, fu una delle amanti più influenti di Luigi XIV.

### Rivoluzione e Restaurazione
Durante la Rivoluzione francese, la famiglia subì confische e persecuzioni. Louis-Victor-Léon de Rochechouart prestò servizio come ufficiale nell'esercito russo prima di tornare in Francia, dove fu nominato governatore di Parigi durante la Restaurazione francese.

## Duchi di Mortemart (1650)
- Gabriel de Rochechouart (1600–1675), I duca di Mortemart, creato nel 1650 (registrato nel 1663), gentiluomo di camera di Luigi XIII, governatore di Parigi e dell'Île-de-France;
- Louis-Victor de Rochechouart (1636–1688), II duca di Mortemart, figlio del precedente. Anche duca di Vivonne e maresciallo di Francia;
- Louis de Rochechouart (1663–1688), III duca di Mortemart, figlio del precedente. Generale, sposò Marie-Anne Colbert;
- Louis de Rochechouart (1681–1746), IV duca di Mortemart, figlio del precedente. Tenente generale e primo gentiluomo della Camera;
- Louis-Paul de Rochechouart (1710–1731), V duca di Mortemart, figlio del precedente. Morto senza discendenza;
- Charles-Auguste de Rochechouart (1714–1743), VI duca di Mortemart, fratello del precedente. Morto in battaglia a Dettingen;
- Louis-François-Charles-Augustin de Rochechouart (1740–1743), VII duca di Mortemart, figlio del precedente. Morto infante;
- Jean-Baptiste I de Rochechouart (1682–1757), VIII duca di Mortemart, zio del precedente. Figlio di Louis de Rochechouart (III duca);
- Jean-Victor de Rochechouart (1712–1771), IX duca di Mortemart, figlio del precedente. Titolato anche duca a brevetto da Luigi XV;
- Victurnien-Jean-Baptiste de Rochechouart (1752–1812), X duca di Mortemart, figlio del precedente. Deputato agli Stati Generali del 1789 ed esule durante la Rivoluzione;
- Casimir de Rochechouart (1787–1875), XI duca di Mortemart, figlio del precedente. Generale, diplomatico, e presidente del Consiglio sotto Carlo X;
- René de Rochechouart (1804–1893), XII duca di Mortemart, cugino del precedente. Deputato del Secondo Impero;
- François-Marie-Victurnien de Rochechouart (1832–1893), XIII duca di Mortemart, nipote del precedente;
- Arthur de Rochechouart (1856–1926), XIV duca di Mortemart, figlio del precedente;
- Charles de Rochechouart (1908–1961), XV duca di Mortemart, figlio del precedente;
- François de Rochechouart (1930–1992), XVI duca di Mortemart, figlio del precedente;
- Charles-Emmanuel de Rochechouart (n. 1967), XVII duca di Mortemart, figlio del precedente.

## Altri illustri
- Françoise-Athénaïs de Rochechouart, nota come Madame de Montespan (1640-1707), favorita di Luigi XIV e madre di diversi suoi figli.
- Louis-Victor de Rochechouart (1636-1688), Maresciallo di Francia e Duca di Vivonne.
- Casimir-Louis-Victurnien de Rochechouart (1787-1875), XI duca di Mortemar, Presidente del Consiglio dei ministri di Francia durante la Monarchia di luglio.